# 에어 인디아의 운항 노선
2019년 10월 기준으로, 에어 인디아는 다음과 같은 노선을 운항하고 있다.

## 운항 노선

### 아시아

#### 동아시아
- 대한민국
  - 서울 - 인천국제공항
- 홍콩
  - 홍콩 - 홍콩 첵랍콕 국제공항
- 일본
  - 도쿄 - 나리타 국제공항

#### 동남아시아
- 말레이시아
  - 쿠알라룸푸르 - 쿠알라룸푸르 국제공항
- 미얀마
  - 양곤 - 양곤 국제공항
- 베트남
  - 호치민 - 떤선녓 국제공항
- 싱가포르
  - 싱가포르 - 싱가포르 창이 국제공항
- 인도네시아
  - 덴파사르 - 응우라라이 국제공항
- 태국
  - 방콕 - 수완나품 국제공항
  - 푸켓 - 푸켓 국제공항

#### 남아시아
- 네팔
  - 카트만두 - 트리부반 국제공항
- 몰디브
  - 말레 - 말레 국제공항
- 방글라데시
  - 다카 - 샤잘랄 국제공항
- 스리랑카
  - 콜롬보 - 반다라나이케 국제공항
- 인도
  - 델리
    - 인디라 간디 국제공항 허브

  - 고아 주
    - 고아 - 고아 국제공항

  - 구자라트 주
    - 아마다바드 - 사다르 발라바이 파텔 국제공항
    - 라즈코트 - 라즈코트 공항
    - 바도다라 - 바도다라 공항
    - 수라트 - 수라트 공항
    - 잠나가르 - 잠나가르 공항

  - 나갈랜드 주
    - 디마푸르 - 디마푸르 공항

  - 라자스탄 주
    - 자이푸르 - 자이푸르 국제공항
    - 조드푸르 - 조드푸르 공항
    - 우다이푸르 - 마하라나 프라타 공항

  - 마니푸르 주
    - 임팔 - 임팔 국제공항

  - 마디아프라데시 주
    - 인도르 - 데비 아힐야벨 홀카르 공항
    - 보팔 - 라자부지 공항
    - 카주라호 - 카주라호 공항

  - 마하라슈트라 주
    - 뭄바이 - 차트라파티 시바지 국제공항 제2 허브
    - 나그푸르 - 빔라오 람지 암베드카르 국제공항
    - 아우랑가바드 - 아우랑가바드 공항
    - 푸네 - 푸네 공항

  - 미조람 주
    - 아이자울 - 랑그풀 공항

  - 비하르 주
    - 파트나 - 제이 프라카시 나라얀 국제공항
    - 가야 - 가야 공항

  - 서벵골 주
    - 콜카타 - 네타지 수바스 찬드라 보스 국제공항 포커스 시티
    - 바그도라 - 바그도라 공항

  - 아삼 주
    - 구와하티 - 로크프리야 고피나스 보르돌로이 국제공항
    - 디브루가르 - 디브루가르 공항
    - 실차르 - 실차르 공항

  - 안드라프라데시 주
    - 비사카파트남 - 비사카파트남 공항
    - 비자야와다 - 비자야와다 공항
    - 티루파티 - 티루파티 공항

  - 오디샤 주
    - 부바네스와르 - 비주 반다크 국제공항

  - 우타르프라데시 주
    - 러크나우 - 차우다리 차란 싱 국제공항
    - 바라나시 - 랄 바하두르 샤스트리 공항
    - 아그라 - 아그라 공항

  - 자르칸드 주
    - 란치 - 비스라 문다 공항

  - 잠무카슈미르 주
    - 스리나가르 - 스리나가르 국제공항
    - 레 - 쿠쇼크 바쿨라 림포첸 공항
    - 잠무 - 잠무 공항

  - 찬디가르 주
    - 찬디가르 - 찬디가르 공항

  - 차티스가르 주
    - 라이푸르 - 스와미 비베카난다 공항

  - 카르나타카 주
    - 벵갈로르 - 벵갈루루 국제공항 포커스 시티
    - 망갈로르 - 망갈로르 공항

  - 케랄라 주
    - 고치 - 코친 국제공항 포커스 시티
    - 코지코드 - 캘리컷 국제공항
    - 트리반드룸 - 트리반드룸 국제공항

  - 타밀나두 주
    - 첸나이 - 첸나이 국제공항 포커스 시티
    - 코임바토르 - 코임바토르 국제공항
    - 마두라이 - 마두라이 공항

  - 텔랑가나 주
    - 하이데라바드 - 라지브 간디 국제공항 포커스 시티

  - 트리푸라 주
    - 아가르탈라 - 아가르탈라 공항

  - 펀자브 주
    - 암리차르 - 수르 구르람 다스지 국제공항

  - 안다만 니코바르 제도
    - 포트 블레어 - 비르 사바카르 국제공항

#### 서남아시아
- 사우디아라비아
  - 리야드 - 킹 칼리드 국제공항
  - 담맘 - 킹 파드 국제공항
  - 제다 - 킹 압둘아지즈 국제공항
- 아랍에미리트
  - 아부다비 - 아부다비 국제공항
  - 두바이 - 두바이 국제공항
- 오만
  - 무스카트 - 무스카트 국제공항
- 이스라엘
  - 텔아비브 - 벤구리온 국제공항[2]
- 카타르
  - 도하 - 하마드 국제공항
- 쿠웨이트
  - 쿠웨이트 시티 - 쿠웨이트 국제공항

### 아프리카

#### 동아프리카
- 모리셔스
  - 포트루이스 - 시우 사구르 람룰람경 국제공항
- 케냐
  - 나이로비 - 조모 케냐타 국제공항

### 유럽

#### 서유럽
- 영국
  - 런던 - 런던 히드로 국제공항
  - 런던 - 런던 개트윅 국제공항
  - 버밍엄 - 버밍엄 공항
- 프랑스
  - 파리 - 파리 샤를 드 골 국제공항
- 독일
  - 프랑크푸르트 - 프랑크푸르트 국제공항
- 네덜란드
  - 암스테르담 - 암스테르담 스키폴 국제공항

#### 중유럽
- 스위스
  - 취리히 - 취리히 국제공항
- 오스트리아
  - 빈 - 빈 국제공항

#### 남유럽
- 이탈리아
  - 밀라노 - 밀라노 말펜사 국제공항

#### 북유럽
- 덴마크
  - 코펜하겐 - 코펜하겐 카스트럽 국제공항

### 아메리카

#### 북아메리카
- 미국
  - 워싱턴 D.C - 워싱턴 덜레스 국제공항
  - 뉴욕 - 존 F. 케네디 국제공항
  - 뉴어크 - 뉴어크 리버티 국제공항
  - 샌프란시스코 - 샌프란시스코 국제공항
  - 시카고 - 시카고 오헤어 국제공항
- 캐나다
  - 밴쿠버 - 밴쿠버 국제공항
  - 토론토 - 토론토 피어슨 국제공항

### 오세아니아

#### 오스트랄라시아
- 오스트레일리아
  - 멜버른 - 멜버른 공항
  - 시드니 - 시드니 킹스포드 스미스 국제공항

## 단항 노선

### 아시아

#### 동아시아
- 중화인민공화국
  - 상하이 - 상하이 푸둥 국제공항
- 일본
  - 오사카 - 간사이 국제공항

#### 동남아시아
- 인도네시아
  - 자카르타 - 수카르노 하타 국제공항
- 태국
  - 방콕 - 돈므앙 국제공항

#### 남아시아
- 인도
  - 벨라리 - 벨라리 공항

#### 서남아시아
- 레바논
  - 베이루트 - 베이루트 국제공항
- 바레인
  - 마나마 - 바레인 국제공항
- 사우디아라비아
  - 다란 - 다란 국제공항
- 시리아
  - 다마스쿠스 - 다마스쿠스 국제공항
- 아랍에미리트
  - 라스알카이마 - 라스알카이마 국제공항
  - 샤르자 - 샤르자 국제공항
  - 알아인 - 알아인 국제공항
  - 푸자이라 - 푸자이라 국제공항
- 아프가니스탄
  - 카불 - 카불 국제공항
- 예멘
  - 사나 - 사나 국제공항
  - 아덴 - 아덴 국제공항
- 오만
  - 살랄라 - 살랄라 국제공항
- 이라크
  - 바그다드 - 바그다드 국제공항
- 이란
  - 테헤란 - 테헤란 메흐라바드 국제공항
- 카타르
  - 도하 - 도하 국제공항
- 파키스탄
  - 카라치 - 진나 국제공항

#### 중앙아시아
- 우즈베키스탄
  - 타슈켄트 - 타슈켄트 국제공항

### 아프리카

#### 서아프리카
- 가나
  - 아크라 - 코토카 국제공항
- 나이지리아
  - 라고스 - 무르탈라 모하메드 국제공항

#### 남아프리카
- 남아프리카 공화국
  - 더반 - 킹 샤카 국제공항
  - 요하네스버그 - OR 탐보 국제공항
- 잠비아
  - 루사카 - 케네스 카운다 국제공항
- 짐바브웨
  - 하라레 - 하라레 국제공항
- 탄자니아
  - 다르에스살람 - 줄리어스 니에레레 국제공항

#### 동아프리카
- 세이셸
  - 빅토리아 - 세이셸 국제공항
- 에티오피아
  - 아디스아바바 - 볼레 국제공항
- 우간다
  - 엔테베 - 엔테베 국제공항
- 케냐
  - 나이로비 - 조모 케냐타 국제공항

#### 북아프리카
- 이집트
  - 카이로 - 카이로 국제공항

### 유럽

#### 서유럽
- 영국
  - 런던 - 런던 스탠스테드 공항
  - 맨체스터 - 맨체스터 공항
- 독일
  - 뒤셀도르프 - 뒤셀도르프 국제공항
- 벨기에
  - 브뤼셀 - 브뤼셀 국제공항

#### 중유럽
- 스위스
  - 제네바 - 제네바 국제공항

#### 남유럽
- 스페인
  - 마드리드 - 마드리드 바하라스 국제공항
- 이탈리아
  - 로마 - 레오나르도 다 빈치 국제공항

#### 동유럽
- 러시아
  - 모스크바 - 도모데도보 국제공항
  - 모스크바 - 세례메티예보 국제공항
- 체코
  - 프라하 - 프라하 바츨라프 하벨 국제공항

#### 북유럽
- 스웨덴
  - 스톡홀름 - 스톡홀름 알란다 국제공항

### 아메리카

#### 북아메리카
- 미국
  - 로스앤젤레스 - 로스앤젤레스 국제공항
- 캐나다
  - 몬트리올 - 몬트리올 미라벨 국제공항

### 오세아니아

#### 오스트랄라시아
- 오스트레일리아
  - 퍼스 - 퍼스 공항

#### 멜라네시아
- 피지
  - 난디 - 난디 국제공항